# Romfell
Панцирник Romfell (нім. Romfell Panzerwagen) належав до австро-угорських збройних сил періоду 1-ї світової війни. Його почали виготовляти 1915 у майстерні Automobil Ersatzdepot Будапешту на базі автомобілів Мерседес, Fiat задля нагальної моторизації австро-угорського війська. Проект розробили офіцери гауптман Романик (нім. Romanic) та оберст Феллнер (нім. Fellner), сполучення прізвищ яких дало назву панцирнику. Проект схвалили військові і до кінця 1915 зібрали дослідний екземпляр панцирника, чиї випробування тривали протягом вересня-листопада цього ж року. Обмежене серійне виробництво тривало у 1917–1918 роках. Це був другий панцерник Австро-Угорщини після панцерника Юновича.
Гнуті 6 мм панцирні листи кріпили заклепками до рами з кутників. Радіатор захищало панцирне жалюзі. Командир і водій використовували передні і бічні лючки, що закривались кришками з оглядовими щілинами. На марші водій мав змогу висувати голову у верхньому люці. Ззаду розміщувалась циліндрична сферична башта з кутом обертання 360°. У ній встановлювали кулемет 7,92 мм Schwarzlose M.07/12 з боєкомплектом 3000 набоїв, безпровідний телеграф фірми Siemens & Halske.
Для виготовлення панцирників використовували повноприводні автомобілі Мерседес невизначеної моделі та трофейні вантажні автомобілі FIAT, чиї технічні характеристики доволі поступались. Панцирники використовували на Італійському і російському фронтах у складі Першого Ц. К. Панцирного ескадрону. Один з них використовувався румунським військом під назвою «Resita».
Два панцирники передали до Першого Ц. К. Панцирного автоз'єднання (K.u.K № 1 Panzerautozug) на італійському фронті. У ньому також знаходились два панцирника P.A. 1 та по трофейному Lancia I.Z., Остин-Путиловець.